# Liste der Mitglieder des Hessischen Landtags (10. Wahlperiode)
Diese Liste gibt einen Überblick über alle Mitglieder des Hessischen Landtags in der 10. Wahlperiode (1. Dezember 1982 bis 4. August 1983).

## Präsidium
- Präsident: 
 Jochen Lengemann (CDU)
- Vizepräsidenten: 
 Erwin Lang (SPD) 
 Roland Kern (Die Grünen) 
 Georg Sturmowski (CDU) 
 Radko Stöckl (SPD)

## Zusammensetzung
Nach der Landtagswahl 1982 setzte sich der Landtag wie folgt zusammen:
| Fraktion   | Sitze |
| ---------- | ----- |
| CDU        | 52    |
| SPD        | 49    |
| Die Grünen | 9     |
| gesamt     | 110   |

## Fraktionsvorsitzende
- CDU-Fraktion 
 Gottfried Milde
- SPD-Fraktion 
 Horst Winterstein
- Fraktion Die Grünen 
 Iris Blaul

## Abgeordnete
| Name                        | Lebensdaten | Fraktion   | Wahlkreis/Liste | Veränderung                            |
| --------------------------- | ----------- | ---------- | --------------- | -------------------------------------- |
| Georg Badeck                | 1938–2004   | CDU        | Wahlkreis 29    |                                        |
| Christian Bartelt           | 1931–2020   | CDU        | Landesliste     |                                        |
| Ruth Beckmann               | 1925        | CDU        | Wahlkreis 35    |                                        |
| Frank Gustav Beucker        | 1942        | SPD        | Wahlkreis 27    |                                        |
| Iris Blaul                  | 1955        | Die Grünen | Landesliste     |                                        |
| Georg Blumenstiel           | 1928–2006   | SPD        | Landesliste     | ausgeschieden am 11. Juli 1983         |
| Gerhard Bökel               | 1946        | SPD        | Wahlkreis 17    |                                        |
| Horst Bökemeier             | 1935–2015   | SPD        | Landesliste     |                                        |
| Holger Börner               | 1931–2006   | SPD        | Wahlkreis 05    |                                        |
| Volker Bouffier             | 1951        | CDU        | Landesliste     |                                        |
| Leonhard Brockmann          | 1935–2015   | CDU        | Wahlkreis 52    |                                        |
| Gerhard Bruch               | 1936–2019   | SPD        | Landesliste     |                                        |
| Reinhard Brückner           | 1923–2015   | Die Grünen | Landesliste     |                                        |
| Hans Burggraf               | 1927–2001   | CDU        | Wahlkreis 38    |                                        |
| Armin Clauss                | 1938        | SPD        | Landesliste     |                                        |
| Klaus-Walter Corell         | 1938        | CDU        | nachgerückt     | …am 15. März 1983 für Abg. Roth        |
| Gerhard Dann                | 1936–2014   | SPD        | Wahlkreis 18    |                                        |
| Heide Degen                 | 1937        | CDU        | Wahlkreis 39    |                                        |
| Claus Demke                 | 1939–2002   | CDU        | Wahlkreis 46    |                                        |
| Horst Engel                 | 1927–1984   | SPD        | Landesliste     |                                        |
| Karl-Heinz Ernst            | 1942        | SPD        | Wahlkreis 09    |                                        |
| Volker Feick                | 1939        | CDU        | Wahlkreis 55    |                                        |
| Dieter Fischer              | 1942        | CDU        | Wahlkreis 03    |                                        |
| Heinz Fraas                 | 1941        | SPD        | Landesliste     |                                        |
| Helmut Frank                | 1933–2015   | CDU        | Wahlkreis 32    |                                        |
| Rudolf Friedrich            | 1936        | CDU        | Wahlkreis 36    |                                        |
| Fred Gebhardt               | 1928–2000   | SPD        | Landesliste     |                                        |
| Otti Geschka                | 1939        | CDU        | Landesliste     |                                        |
| Willi Görlach               | 1940        | SPD        | Landesliste     |                                        |
| Christoph Greiff            | 1947–2007   | CDU        | Wahlkreis 54    |                                        |
| Herbert Günther             | 1929–2013   | SPD        | Wahlkreis 02    |                                        |
| Marita Haibach-Walter       | 1953        | Die Grünen | Landesliste     |                                        |
| Peter Hartherz              | 1940–2018   | SPD        | Landesliste     |                                        |
| Hans Heimerl                | 1930        | SPD        | Landesliste     |                                        |
| Karl Hellwig                | 1924–1993   | SPD        | Landesliste     |                                        |
| Wolfgang von Heusinger      | 1928        | CDU        | Landesliste     |                                        |
| Rudolf Hilfenhaus           | 1937–2021   | SPD        | Landesliste     |                                        |
| Karl Hisserich              | 1926–2011   | SPD        | Landesliste     |                                        |
| Hartmut Holzapfel           | 1944–2022   | SPD        | Wahlkreis 33    |                                        |
| Wolfgang Ibel               | 1934        | CDU        | Wahlkreis 22    |                                        |
| Manfred Kanther             | 1939        | CDU        | Wahlkreis 26    |                                        |
| Norbert Kartmann            | 1949        | CDU        | Wahlkreis 24    |                                        |
| Gerhard Keil                | 1945–2018   | CDU        | Landesliste     |                                        |
| Roland Kern                 | 1947        | Die Grünen | Landesliste     |                                        |
| Karl Kerschgens             | 1939        | Die Grünen | Landesliste     |                                        |
| Veronika Kiekheben-Schmidt  | 1939        | SPD        | Landesliste     |                                        |
| Lothar Klemm                | 1949        | SPD        | Wahlkreis 40    |                                        |
| Karl-Heinz Koch             | 1924–2007   | CDU        | Wahlkreis 30    |                                        |
| Walter Korn                 | 1937–2005   | CDU        | Landesliste     |                                        |
| Hans Krollmann              | 1929–2016   | SPD        | Landesliste     |                                        |
| Karl Günther Kronawitter    | 1934–2000   | SPD        | Landesliste     |                                        |
| Wilhelm Küchler             | 1936        | CDU        | Wahlkreis 31    |                                        |
| Matthias Kurth              | 1952        | SPD        | Landesliste     |                                        |
| Erwin Lang                  | 1924–2020   | SPD        | Wahlkreis 47    |                                        |
| Heinrich Lauterbach         | 1925–1996   | CDU        | Wahlkreis 50    |                                        |
| Karl Leinbach               | 1919–2005   | SPD        | Wahlkreis 11    |                                        |
| Jochen Lengemann            | 1938        | CDU        | Landesliste     |                                        |
| Helmut Lenz (Frankfurt)     | 1930–2010   | CDU        | Wahlkreis 34    |                                        |
| Aloys Lenz (Hanau)          | 1943        | CDU        | Wahlkreis 44    |                                        |
| Frank Lortz                 | 1953        | CDU        | Wahlkreis 45    |                                        |
| Gert Lütgert                | 1939–2016   | SPD        | Landesliste     |                                        |
| Dietrich Meister            | 1927–2014   | CDU        | Landesliste     |                                        |
| Gottfried Milde             | 1934–2018   | CDU        | Landesliste     |                                        |
| Dietrich Möller (Marburg)   | 1937–2024   | CDU        | Wahlkreis 12    |                                        |
| Klaus Peter Möller (Gießen) | 1937–2022   | CDU        | Wahlkreis 19    |                                        |
| Rolf Müller (Gelnhausen)    | 1947        | CDU        | Wahlkreis 41    |                                        |
| Manfred Mutz                | 1945–2013   | SPD        | Landesliste     |                                        |
| Hartmut Nassauer            | 1942        | CDU        | Landesliste     |                                        |
| Erich Nitzling              | 1934–2014   | SPD        | Landesliste     |                                        |
| Hans Nolte                  | 1929–1990   | CDU        | Wahlkreis 13    |                                        |
| Sieghard Pawlik             | 1941        | SPD        | Landesliste     |                                        |
| Albert Pfuhl                | 1929–2005   | SPD        | Wahlkreis 10    |                                        |
| Georg Prusko                | 1924–2019   | CDU        | Wahlkreis 23    |                                        |
| Dorli Rauch                 | 1950        | Die Grünen | Landesliste     |                                        |
| Wilhelm Reichert            | 1928–2012   | SPD        | Wahlkreis 42    |                                        |
| Clemens Reif                | 1949        | CDU        | Wahlkreis 16    |                                        |
| Heribert Reitz              | 1930–2018   | SPD        | Landesliste     |                                        |
| Winfried Rippert            | 1935–2020   | CDU        | Wahlkreis 14    |                                        |
| Roland Rösler               | 1943–2020   | CDU        | Wahlkreis 25    |                                        |
| Adolf Roth                  | 1937        | CDU        | Wahlkreis 21    | ausgeschieden am 15. März 1983         |
| Vera Rüdiger                | 1936        | SPD        | Landesliste     |                                        |
| Ingeburg Schäfer            | 1933–2011   | SPD        | nachgerückt     | …am 16. Juli 1983 für Abg. Blumenstiel |
| Gertrud Schilling           | 1949        | Die Grünen | Landesliste     |                                        |
| Martin Schlappner           | 1931–2008   | SPD        | Wahlkreis 48    |                                        |
| Udo Schlitzberger           | 1946        | SPD        | Wahlkreis 01    |                                        |
| Karl Schnabel               | 1938–2017   | SPD        | Landesliste     |                                        |
| Herbert Schneider           | 1942        | SPD        | Wahlkreis 28    |                                        |
| Karl Schneider              | 1934–2020   | SPD        | Wahlkreis 51    |                                        |
| Hermann Schoppe             | 1937        | CDU        | Wahlkreis 43    |                                        |
| Hans-Joachim Schulze        | 1936–2024   | CDU        | Landesliste     |                                        |
| Frank Schwalba-Hoth         | 1952        | Die Grünen | Landesliste     |                                        |
| Ludwig Seiboldt             | 1941–2008   | CDU        | Wahlkreis 37    |                                        |
| Ingeborg Seitz              | 1924–2006   | CDU        | Landesliste     |                                        |
| Günter Simon                | 1940        | SPD        | Wahlkreis 08    |                                        |
| Arnold Spruck               | 1934–2013   | CDU        | Landesliste     |                                        |
| Reinhold Stanitzek          | 1939–2011   | CDU        | Landesliste     |                                        |
| Karl Starzacher             | 1945        | SPD        | Wahlkreis 20    |                                        |
| Radko Stöckl                | 1924–1984   | SPD        | Wahlkreis 06    |                                        |
| Haidi Streletz              | 1931–2010   | SPD        | Landesliste     |                                        |
| Georg Sturmowski            | 1923–2017   | CDU        | Landesliste     |                                        |
| Christel Trautmann          | 1936–2020   | SPD        | Wahlkreis 49    |                                        |
| Dirk Treber                 | 1951        | Die Grünen | Landesliste     |                                        |
| Walter Troeltsch            | 1928–2025   | CDU        | Landesliste     |                                        |
| Erika Wagner                | 1933–2011   | SPD        | Wahlkreis 07    |                                        |
| Josef Weber                 | 1935        | CDU        | Wahlkreis 15    |                                        |
| Karlheinz Weimar            | 1950        | CDU        | Landesliste     |                                        |
| Gerald Weiß                 | 1945–2022   | CDU        | Landesliste     |                                        |
| Ernst Welteke               | 1942        | SPD        | Landesliste     |                                        |
| Gerhard Wenderoth           | 1930–2002   | CDU        | Landesliste     |                                        |
| Wolfgang Windfuhr           | 1936–2018   | CDU        | Wahlkreis 04    |                                        |
| Horst Winterstein           | 1934–2006   | SPD        | Landesliste     |                                        |
| Günter Zabel                | 1926–2020   | SPD        | Wahlkreis 53    |                                        |